# Józef Feliks Zieliński

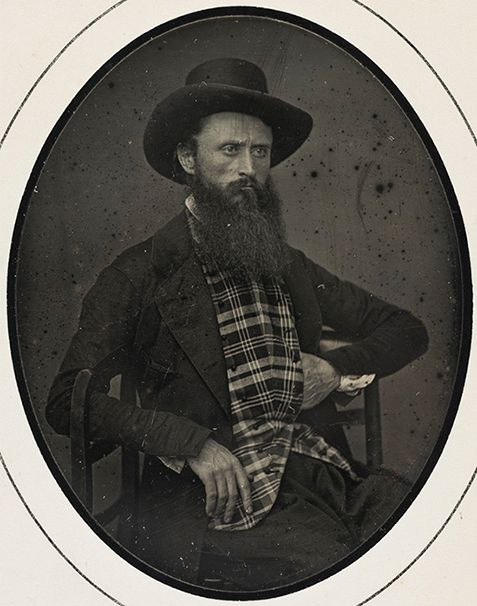
Adam Mierosławski; Foto: Józef Feliks Zieliński

Józef Feliks Zieliński (ur. 18 maja 1808 w Luberadzu, zm. 22 lutego 1878 w Wiosce) – polski fotograf, wynalazca, publicysta, działacz demokratyczny. Autor pierwszego polskiego podręcznika o dagerotypii, wydanego w Paryżu. Jeden z pionierów polskiej fotografii.

## Życiorys
Józef Feliks Zieliński ukończył szkołę średnią w Warszawie, przed wybuchem powstania listopadowego był pracownikiem jednego z warszawskich banków. W latach 1830–1831 uczestniczył w powstaniu listopadowym – awansowany do stopnia kapitana i odznaczony Krzyżem Złotym Orderu Virtuti Militari. Po upadku powstania listopadowego wyjechał do Francji, gdzie aktywnie uczestniczył w działalności Towarzystwa Demokratycznego Polskiego. We Francji współpracował z satyrycznym pismem emigracyjnym Pszonka, wydawanym w latach 1839–1844 w Strasburgu oraz w Paryżu – (jako pisarz, publicysta, poeta) pisząc anonimowo lub pod pseudonimem Izet-Bey. 
Józef Feliks Zieliński, w latach 1942–1948 związany zawodowo z fotografią, prowadził własny zakład fotograficzny w Nantes oraz jego filię w Angers (jako firma Mrs. Feliks). W 1843 roku był autorem pierwszego polskiego podręcznika O dagerotypie, opublikowanego w 1844 roku przez Pamiętnik Towarzystwa Przyjaciół Przemysłu – czyli zbiór wiadomości teoretycznych dla użytku gospodarzy, rolników, rękodzielników, przedsiębiorców, budowniczych, inżynierów wojskowych i cywilnych, uczonych, ludzi stanu, etc. W 1848 roku uczestniczył w powstaniu wielkopolskim. W 1850 roku wyemigrował do Hiszpanii - od 1854 był attaché rządu hiszpańskiego w Stambule. W czasie późniejszym powrócił do Francji, gdzie pełnił funkcję inspektora generalnego rolnictwa. Otrzymał francuskie obywatelstwo i został odznaczony Legią Honorową. W 1873 wrócił do kraju i podjął pracę bibliotekarza (w majątku) w Wiosce. 
Józef Feliks Zieliński zmarł 22 lutego 1878, pochowany w grobowcu rodzinnym (Zielińscy) w kaplicy świętej Barbary w Skępem. Jego fotografie znajdują się m.in. w zbiorach Biblioteki Polskiej w Paryżu.

## Odznaczenia
- Krzyż Złoty Orderu Virtuti Militari[6]
- Legia Honorowa[8]